# General José de San Martín
General José de San Martín è una città dell'Argentina, situata nella provincia del Chaco.